# 屋宜照悟
屋宜 照悟（やぎ しょうご、1989年3月29日 - ）は、沖縄県うるま市出身の元プロ野球選手（投手）。右投左打。

## 経歴

### プロ入り前
中部商業高校時代には甲子園球場の全国大会と無縁で、3年夏の選手権沖縄大会決勝では、大嶺祐太擁する八重山商工高校に3 - 7というスコアで敗れた。
国士舘大学への進学後は、1年時の春から、東都大学野球の2部リーグ戦に登板。3年時には、春季に2部で最下位を経験しながら、秋季には2部優勝と入れ替え戦での勝利により、チームが30季ぶりの1部昇格を果たした。4年時には、春季に1部で5位にとどまったものの秋季の最下位と入れ替え戦での敗北により、チームは1年で2部へ降格。1部リーグ通算、10試合1勝4敗、防御率3.29。2部では18試合、1勝1敗、防御率3.38。
大学卒業後にJX-ENEOSに入社すると1年目の2011年から公式戦に登板したが、チームがこの年から2年連続で出場した都市対抗野球大会では登板機会がなかった。当時のチームメイトに屋宜と同じ沖縄県出身の大城基志や嘉弥真新也らがいる。
2012年のNPBドラフト会議にて北海道日本ハムファイターズから6巡目指名を受け、契約金3,200万円、年俸840万円（金額は推定）という条件で入団。背番号は57。
ドラフト会議の指名後に開かれた第38回社会人野球日本選手権大会では、ニチダイとの2回戦に先発投手として社会人野球の全国大会にデビュー。6回2失点7奪三振という内容でこの試合に勝利するとJR東日本との決勝戦でも、6回2/3を1失点と好投し、チームの優勝に貢献した。

### 日本ハム時代
2013年シーズンには、7月15日の対埼玉西武ライオンズ戦（札幌ドーム）9回表に救援投手として一軍公式戦にデビュー。8月1日の対千葉ロッテマリーンズ戦（QVCマリンフィールド）で、一軍公式戦初勝利を挙げた。一軍公式戦では通算で3試合の登板にとどまったもののイースタン・リーグ公式戦には27試合の登板で3勝4敗1セーブ、防御率3.53を記録した。
2014年シーズンには、一軍での登板機会がなく、イースタン・リーグ公式戦でも11試合の登板で1勝3敗、防御率11.74と振るわなかった。
2015年シーズンには、一軍で自己最多の18試合に登板。防御率は3.96ながら、2勝と1ホールドを挙げた。JX-ENEOS時代から4年間にわたり、交際していた横浜市在住の一般女性とシーズン終了後の12月に結婚。
2016年シーズンには、イースタン・リーグ公式戦37試合の登板で2勝4敗3セーブ、防御率4.87を記録したが、二軍生活に終始した。
2017年シーズンには、一軍での登板機会がなかったもののイースタン・リーグ公式戦で7月中旬までに27試合に登板。防御率2.59を記録するなど好投を続けた。

### ヤクルト時代
2017年7月24日、杉浦稔大との交換トレードで東京ヤクルトスワローズへ移籍。日本ハム時代の背番号と1番違いである58番を杉浦から引き継いだ。移籍後は救援で一軍公式戦2試合に登板したもののいずれも3失点を喫した。
2018年シーズンには、イースタン・リーグ公式戦でチーム2位の41試合に登板。1勝3敗、防御率3.97を記録したが、一軍での登板機会はなかった。
2019年シーズンには、一軍公式戦では5月19日の対横浜DeNAベイスターズ戦（明治神宮野球場）の8回表から1イニングを投げたのみに終わった。イースタン・リーグ公式戦では、前年のシーズンに続き、チーム2位の41試合に登板。防御率4.74、4勝3敗1セーブという成績を残した。シーズン終了後の10月23日に球団から戦力外通告を受けた。NPB他球団での現役続行を希望し、11月12日には12球団合同トライアウト（大阪シティ信金スタジアム）へ参加。3人の打者との対戦で、最初に対戦した森越祐人に安打を許したが、残り2人を凡退させた。しかし、他球団から現役選手としての獲得のオファーはなく、現役引退を決意した。12月2日付で、NPBから自由契約選手として公示。

### 現役引退後
2020年シーズンからは、阪神タイガースの打撃投手を務める。

## 選手としての特徴
大胆なフォームから繰り出す最速150km/hのクセのあるストレートと、スライダー・カットボール・チェンジアップなどの多彩な変化球が持ち味。日本ハム時代の2016年夏までオーバースローで投げていたが、以降はサイドスローに転向している。

## 詳細情報

### 年度別投手成績
| 年 度    | 球 団    | 登 板 | 先 発 | 完 投 | 完 封 | 無 四 球 | 勝 利 | 敗 戦 | セ 丨 ブ | ホ 丨 ル ド | 勝 率 | 打 者 | 投 球 回 | 被 安 打 | 被 本 塁 打 | 与 四 球 | 敬 遠 | 与 死 球 | 奪 三 振 | 暴 投 | ボ 丨 ク | 失 点 | 自 責 点 | 防 御 率 | W H I P |
| -------- | -------- | ----- | ----- | ----- | ----- | -------- | ----- | ----- | -------- | ----------- | ----- | ----- | -------- | -------- | ----------- | -------- | ----- | -------- | -------- | ----- | -------- | ----- | -------- | -------- | ------- |
| 2013     | 日本ハム | 3     | 0     | 0     | 0     | 0        | 1     | 0     | 0        | 0           | 1.000 | 26    | 4.2      | 10       | 0           | 4        | 0     | 0        | 3        | 1     | 0        | 6     | 6        | 11.57    | 3.00    |
| 2015     | 日本ハム | 18    | 0     | 0     | 0     | 0        | 2     | 0     | 0        | 1           | 1.000 | 104   | 25.0     | 24       | 3           | 6        | 0     | 1        | 11       | 0     | 0        | 15    | 11       | 3.96     | 1.20    |
| 2017     | ヤクルト | 2     | 0     | 0     | 0     | 0        | 0     | 0     | 0        | 0           | ----  | 9     | 1.0      | 6        | 1           | 0        | 0     | 0        | 0        | 0     | 0        | 6     | 6        | 54.00    | 6.00    |
| 2019     | ヤクルト | 1     | 0     | 0     | 0     | 0        | 0     | 0     | 0        | 0           | ----  | 5     | 1.0      | 2        | 1           | 0        | 0     | 0        | 1        | 0     | 0        | 2     | 2        | 18.00    | 2.00    |
| NPB：4年 | NPB：4年 | 24    | 0     | 0     | 0     | 0        | 3     | 0     | 0        | 1           | 1.000 | 144   | 31.2     | 42       | 5           | 10       | 0     | 1        | 15       | 1     | 0        | 29    | 25       | 7.11     | 1.65    |

### 年度別守備成績
| 年 度 | 球 団    | 投手  | 投手  | 投手  | 投手  | 投手  | 投手     |
| 年 度 | 球 団    | 試 合 | 刺 殺 | 補 殺 | 失 策 | 併 殺 | 守 備 率 |
| ----- | -------- | ----- | ----- | ----- | ----- | ----- | -------- |
| 2013  | 日本ハム | 3     | 0     | 0     | 0     | 0     | ----     |
| 2015  | 日本ハム | 18    | 1     | 2     | 1     | 0     | .750     |
| 2017  | ヤクルト | 2     | 0     | 0     | 0     | 0     | ----     |
| 2019  | ヤクルト | 1     | 0     | 0     | 0     | 0     | ----     |
| 通算  | 通算     | 24    | 1     | 2     | 1     | 0     | .750     |

### 記録
- 初登板：2013年7月15日、対埼玉西武ライオンズ13回戦（札幌ドーム）、9回表に4番手で救援登板・完了、1回1失点
- 初奪三振：同上、9回表に永江恭平から空振り三振
- 初勝利：2013年8月1日、対千葉ロッテマリーンズ14回戦（QVCマリンフィールド）、4回裏に2番手で救援登板、2回無失点
- 初ホールド：2015年9月12日、対埼玉西武ライオンズ23回戦（西武プリンスドーム）、2回裏に2番手で救援登板、1回2/3無失点

### 背番号
- 57 （2013年 - 2017年途中）
- 58 （2017年途中 - 2019年）
- 102（2020年 - ）